# طب جزيئي
الطب الجزيئي (بالإنجليزية: Molecular medicine )‏ عبارة عن مجال موجه نحو البحث في الطب البشري أو علم الاحياء البشري وهو مجال واسع النطاق حيث تستخدم فيه التقنيات الفيزيائية، الكيميائية، البيولوجية والطبية لوصف التركيبات والآليات الجزيئية، وتحديد الأخطاء الجينية والجزيئية الأساسية لحدوث المرض، وأيضاً لوضع وتطوير التدخلات الجزيئية لتصحيحها. وتؤكد وجهة نظر الطب الجزيئي الظواهر والتدخلات الخلوية والجزيئية بدلاً من التركيز المسبق الرصدي والمراقبة للمرضى وأعضائهم. أساس هذا التخصص الفرعي هو الفحص البيولوجي الجزيئي والبحث عن الأعراض والتشخيص والعلاج والوقاية من جميع أنواع الأمراض. والبحث في الأسباب الجزيئية المعقدة للأمراض البشرية. فإذا تم فهم هذه الأسباب بشكل أفضل، يمكن تطوير طرق جديدة لتشخيص وعلاج الأمراض بطريقة مستهدفة.
وفي شهر نوفمبر عام (1949)، وفي الورقة المختصرة «فقر الدم المنجلي هو مرض جزيئي»  في مجلة العلوم، قام كلا من لينوس بولينغ، وهارفي آيتانو ومعاونيهم بوضع الأساس لإنشاء مجال الطب الجزيئي.
وفي عام (1956)، كتب روجر جيه ويليامز «الفردانية البيو كيميائية»،  وهو عبارة عن كتاب متبصر عن الوراثة، والوقاية والعلاج من الأمراض على أسس جزيئية والتغذية والتي يشار إليها الآن بشكل مختلف على أنها فرع طبي منفرد، 
والطب بالتصحيح الجزيئي. وهناك ورقة أخرى في مجلة العلوم كتبها بولينج عام (1968)،  قد عرضت وعرفت رأي الطب الجزيئي الذي يركز على المواد الطبيعية والغذائية المستخدمة في الوقاية والعلاج.
وقد كانت الأبحاث المنشورة والتقدم بطئ حتى «الثورة البيولوجية» عام (1970) والتي قدمت العديد من التقنيات الجديدة والتطبيقات التجارية.
الطب الجزيئي هو عبارة عن تخصص علمي جديد في الجامعات العربية والأوربية. الجمع بين الدراسات الطبية المعاصرة ومجال الكيمياء الحيوية، فإنه يوفر جسرا أو حلقة وصل بين الموضوعين. ويوجد في الوقت الحاضر فقط حفنه من الجامعات تقدم هذا المقرر لطلاب الدراسات الجامعية، وبالحصول على شهادة البكالوريوس في هذا التخصص، فإن الخريج يكون لديه المقدرة على ممارسة مهنة في العلوم الطبية والأبحاث العلمية وأعمال المختبرات الطبية وأيضاً الحصول على درجات طبية من الدراسات العليا.

## المواضيع
المواضيع الأساسية تعتبر شبيهة بمقررات الكيمياء الحيوية وعادة ما تتضمن التعبير الجيني وطرق البحث والبروتينات وأبحاث السرطان وعلم المناعة والتقنية الحيوية والكثير من المواد الجانبية الأخرى. وفي بعض الجامعات، يتم الجمع بين الطب الجزيئي وتخصص آخر مثل الكيمياء، حيث يعمل بوصفه دراسة إضافية لإثراء برنامج المرحلة الجامعية.

## الاستشهادات
1. ↑  GmbH, DocCheck Medical Services. "Molekulare Medizin". DocCheck Flexikon (بالألمانية). Archived from the original on 2020-11-07. Retrieved 2020-11-07.
2. ↑  Massoud TF, Gambhir SS.Integrating noninvasive molecular imaging into molecular medicine: an evolving paradigm,Trends in Molecular Medicine, Vol. 13, No. 5, May 2007, pp. 183-191 نسخة محفوظة 02 أكتوبر 2009 على موقع واي باك مشين. [وصلة مكسورة]
3. ↑  "Bachelorstudiengang (B.Sc.) Molekulare Medizin - Universität Regensburg". www.uni-regensburg.de. مؤرشف من الأصل في 2018-04-29. اطلع عليه بتاريخ 2020-11-07.
4. ↑  L Pauling, H Itano, SJ Singer, I Wells."Sickle Cell Anemia, a Molecular Disease".Science, 25 November 1949, vol. 110, no. 2865, pp. 543-548 نسخة محفوظة 09 نوفمبر 2013 على موقع واي باك مشين.
5. ↑  BJ Strasser,Perspectives: Molecular Medicine,[ "Sickle Cell Anemia, a
Molecular Disease"] Science, 19 November 1999, vol. 286, no.5444, pp. 1488 - 1490 نسخة محفوظة 10 يناير 2020 على موقع واي باك مشين.
6. ↑  RJ Williams (1956) Biochemical Individuality: The Basis for the Genetotrophic Concept (John Wiley & Sons, 1956; University of Texas Press, 1969 to 1979; Keats Publishing, 1998,ISBN 0-87983-893-0
7. ↑  MS Runge, C Patterson, VA McKusick,Principles of Molecular Medicine,2nd ed, p. 53, Humana Press, 2006 ISBN 1-58829-202-9 "نسخة مؤرشفة". مؤرشف من الأصل في 2020-05-12. اطلع عليه بتاريخ 2020-07-20.{{استشهاد ويب}}:  صيانة الاستشهاد: BOT: original URL status unknown (link)
8. ↑  RJ Williams, DK Kalita (1979) Physician's Handbook on Orthomolecular Medicine, Keats Publishing,ISBN 0-87983-199-5
9. ↑  Pauling L, "Orthomolecular psychiatry. Varying the concentrations of substances normally present in the human body may control mental disease", ساينس 19 Apr 1968; 160(825):265-71. (معرف الوثيقة الرقمي10.1126/science.160.3825.265PMID 5641253)() نسخة محفوظة 16 ديسمبر 2017 على موقع واي باك مشين.
10. ↑  [Molecular medicine—an overview sunzi1.lib.hku.hk/hkjo/view/22/2200268.pdf] HKMJ, June 1997, Vol3, No. 2

## قراءات إضافية
- CTS: The Clinical and Translational Science journal website
- Molecular Medicine (journal) website
- UCAS website
- University of Sussex Molecular Medicine prospectus
- University of Hull Chemistry department
- University of Wolverhampton Molecular Medicine prospectus
- Molecular Medicine and Gene Therapy at Lund University
- Molecular Medicine Podcast
- International Graduate School in Molecular Medicine Ulm [الإنجليزية]